# Spoorlijn Gotha - Leinefelde
De spoorlijn Gotha - Leinefelde is een spoorlijn tussen de steden Gotha en Leinefelde in de Duitse deelstaat Thüringen. De lijn is als spoorlijn 6296 onder beheer van DB Netze. Het traject tussen Leinefelde en Silberhausen-Trennungsbahnhof was onderdeel van de Kanonenbahn tussen Berlijn en Metz.

## Geschiedenis
Het traject werd in 1870 geopend.

## Treindiensten

### DB
De Deutsche Bahn verzorgt het personenvervoer op dit traject met RE / RB treinen.

## Aansluitingen
In de volgende plaatsen was of is er een aansluiting van de volgende spoorwegmaatschappijen:

### Leinefelde
- Halle-Kasseler Eisenbahn spoorlijn tussen Halle en Kassel Hbf
- Wulften - Leinefelde spoorlijn tussen Wulften en Leinefelde

### Silberhausen
- Silberhausen - Treysa spoorlijn tussen Leinefelde en Treysa

### Gotha
- Thüringer Bahn spoorlijn tussen Halle en Bebra
- Ohrabahn spoorlijn tussen Gotha en Gräfenroda
- Thüringerwaldbahn regiotram tussen Gotha en Tabarz / Waltershausen
- Straßenbahn Gotha stadstram in Gotha